# Anders Peter Bro
Anders Peter Bro (født 26. oktober 1965) er en dansk skuespiller og ældste barn af skuespillerne Helle Hertz og Christoffer Bro, og bror til Nicolas Bro og Laura Bro. Derudover er han fætter til skuespilleren Steen Stig Lommer samt nevø til skuespillerinderne Vigga Bro og Lone Hertz og skuespilleren Tony Rodian.
Bro er uddannet fra Statens Teaterskole og debuterede i Biloxi Blues på Det Danske Teater. Af andre roller kan bl.a nævnes sønnen i Den Gamle Dame Besøger Byen på Aveny Teatret og Simon i Høfeber på Det Ny Teater, desuden har han medvirket i flere af store danske tv-serier; bl.a. en ledende rolle i julekalenderen Hallo det er jul på DR1.
Anders Peter Bro har desuden medvirket i flere film bl.a. Kongekabale, instrueret af Nikolaj Arcel og den internationale film "Fremmedlegionen" instrueret af Peter MacDonald. Han har også prøvet kræfter med dubbing, bl.a. har han lagt dansk stemme til Kermit i Muppets juleeventyr.

## Udvalgt filmografi
| Udgivelsesår | Titel              | Rolle                  | Noter                        |
| ------------ | ------------------ | ---------------------- | ---------------------------- |
| 1991         | En dag i oktober   | Kurt                   |                              |
| 1994         | Bryllupsfotografen | Max                    |                              |
| 1995         | Hallo det er jul   | Raporter Jakob Laursen | Julekalender                 |
| 1998         | Fremmedlegionen    | Lt. Charlier           |                              |
| 2001         | Hotellet           | Dortes mand            | Tv-serie, sæson 1, afsnit 20 |
| 2004         | Kongekabale        | Lars Grønbæk           |                              |